# 田中 (小惑星)
田中（たなか、4387 Tanaka）は小惑星帯に位置する小惑星。パロマー天文台のトム・ゲーレルスとライデン天文台のファン・ハウテン夫妻が発見した。
日本の宇宙物理学者田中靖郎に因んで命名された。